# Spiderman of the Rings
Spiderman of the Rings è il primo album in studio del musicista elettronico americano Dan Deacon, pubblicato dalla Carpark Records l'8 maggio 2007. L'album è stato pubblicato su vinile bianco dalla Wildfire Wildfire Records.
Il singolo di questo album, The Crystal Cat, era al numero 84 nella lista stilata da Rolling Stone dei 100 migliori brani del 2007, e Wham City era al numero 30 nella classifica "I 100 migliori brani del 2007" di Pitchfork.

## Tracce
1. Wooody Wooodpecker – 3:50
2. The Crystal Cat – 3:53
3. Wham City – 11:45
4. Big Milk – 4:25
5. Okie Dokie – 2:37
6. Trippy Green Skull – 4:00
7. Snake Mistakes – 4:11
8. Pink Batman – 5:04
9. Jimmy Joe Roche – 5:58